# Gigi Porceddu
Gigi Porceddu (Villasor, 11 aprile 1962) è uno scultore italiano.

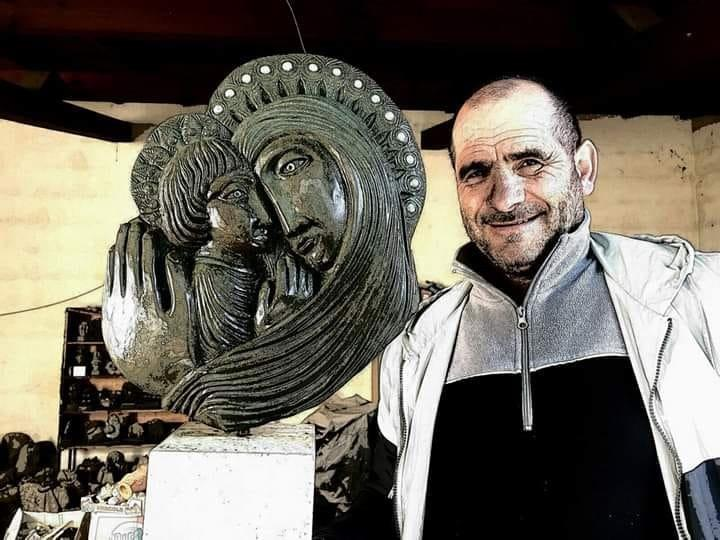
Gigi Porceddu

Artista sardo contemporaneo, autodidatta, famoso in Europa per le sue sculture realizzate in pietra fluviale e "Is Perdas Anninadoras" sculture che si muovono al ritmo dell'acqua o della musica.

## Biografia
Nasce a Villasor, paese nella provincia del Sud Sardegna. Cresciuto in una famiglia numerosa di radice agro-pastorale, Porceddu sviluppa e perfeziona il suo stile artistico, senza formazione professionale, attraverso un duro lavoro autodidattico.

## Attività artistica
Fin da bambino si appassiona alla scultura e inizia a creare immagini ispirate al suo ambiente rurale attrezzato di solo coltello e cacciavite. Tuttora realizza le sue sculture servendosi di strumenti di lavoro semplici.
La maggior parte delle sue opere sono realizzate in pietra fluviale (Gneiss) uno dei materiali più difficili da modellare, che Porceddu raccoglie nella sua zona. Tutta la sua opera viene fortemente ispirata alla tradizione sarda e alla storia dei vari insediamenti avvenuti nell'isola. 
Secondo Porceddu, è la stessa anima della pietra a suggerirgli le figure che spaziano dagli eroi dell'antichità fino ai motivi dell'età contemporanea. 
Nel suo progetto dal titolo “Lintu e Pintu” (tale e quale), riproduce con la terra cotta la fisionomia dei volti sardi in forma di caricatura. Lo scopo di questo progetto è infatti quello di descrivere e conservare la genetica dei sardi, mostrando la parentela con i vicini popoli che hanno dominato l'isola nel corso della storia. Uno specchio del popolo sardo degli ultimi duemila anni.

## Mostre ed esposizioni
- 2014: mostra omaggio a De Andrè, Genova
- 2013: Circolo dei Sardi, Berlino, Germania
- 2012: Palazzo di Città, Cagliari
- 2009: Rassegna internazionale della satira politica, Roma
- 2008: Vetri di Murano, Venezia
- 2008: Chiese romaniche e sculture religiose, Soleminis(CA)
- 2004: Lintus e Pintus, Kassel (Germania)
- 2004: Centro Esposizione, Lugano
- 2003: Kunstmuseum (Museo d'Arte), Berlino

## Letteratura
- Gigi Porceddu, Lintu e Pintu, Parteolla, Dolianova 2010. ISBN 978-88-96778-03-6
- Mariagrazia Dessi, Gigi Porceddu: A perda furriada. Parteolla, Dolianova 2006. ISBN 88-89978-15-5
- Franko Diana: Gigi Porceddu, Scultore. Parteolla, Dolianova 2004. ISBN 88-88246-48-7
- Walter Stephenson: Sculture in pietra di Gigi Porceddu. Steinplastiken aus Sardinien. Parteolla, Dolianova 1994.